# Santiago Villalba Mederos
Santiago "Pucho" Villalba Mederos (nacido el 5 de junio de 1991) es un ex fugitivo estadounidense. Era buscado por dos asesinatos en Washington en 2010. El FBI ofrecía una recompensa de hasta 100.000 dólares por información que condujera a su captura.

## Fondo
Mederos nació el 5 de junio de 1991 y es un presunto asesino y miembro de una pandilla del estado de Washington. Era apenas un adolescente de 18 años cuando presuntamente mató e hirió a varias personas en diferentes ocasiones en Washington en 2010. Es miembro de la pandilla Eastside Lokotes Sureños (ELS). 

## Asesinatos
El 7 de febrero de 2010, Mederos y otros seis pandilleros del ELS estaban conduciendo una furgoneta robada por Tacoma, Washington, en busca de pandilleros rivales. Estaban detrás de la pandilla en represalia por un tiroteo ocurrido dos días antes en el que un miembro de ELS resultó gravemente herido. Se encontraron con Camille Love, de 20 años, y su hermano Josh Love, de 19 años. Camille conducía mientras Josh estaba sentado en el asiento del pasajero del vehículo. Acababan de salir de una cena familiar y se dirigían a la casa de un amigo. Los hermanos fueron detenidos en un semáforo y estaban dentro de un automóvil rojo. Josh llevaba un abrigo rojo, y el rojo era el color asociado con la pandilla rival. Al confundir a Josh con un miembro de una pandilla rival, Mederos y al menos otro miembro de la pandilla abrieron fuego contra el vehículo. Le dispararon fatalmente a Camille e hirieron gravemente a Josh. Josh recibió dos disparos y recibió un golpe en el brazo y en el costado.

## Investigación
Se cree que Mederos huyó a México después de los asesinatos. Las autoridades también creen que puede haber regresado a los Estados Unidos desde entonces. Mederos tiene familia en las áreas de Las Grutas, Guerrero y Cuernavaca en México. Mederos está acusado de asesinato en primer grado, intento de asesinato en primer grado, conspiración de primer grado para cometer asesinato y posesión ilegal de un arma de fuego. 

## Captura
Santiago fue capturado el 5 de junio de 2020 cuando circulaba en una carretera del Estado de México, entre Tecomatlan y Tenancingo. Fue puesto a disposición de las autoridades migratorias para su extradición.